# 2-й Павелецкий проезд
Второ́й Павеле́цкий прое́зд — проезд, расположенный в Южном административном округе города Москвы на территории Даниловского района.

## История
Проезд был образован и получил своё название в 1923 году по близости к Павелецкой набережной.

## Расположение
2-й Павелецкий проезд проходит на запад от Павелецкой набережной, не доходя до путей Павелецкого направления Московской железной дороги, поворачивает на юго-запад, идёт параллельно путям и продолжается как Железнодорожный проезд после примыкания к нему с юга 3-го Павелецкого проезда. Нумерация домов начинается от Павелецкой набережной.

## Примечательные здания и сооружения
По нечётной стороне:
По чётной стороне:
- № 6 — Хлебозавод № 7 (1932, хлебозавод-автомат по проекту инженера Марсакова со зданием цилиндрической формы)[3]

## Транспорт

### Автобус
По 2-му Павелецкому проезду автобусы не проходят. У западного конца проезда, на 3-м Павелецком проезде, расположена остановка «3-й Павелецкий проезд» автобусов 913, 984, с910, с932

### Метро
- Станции метро «Павелецкая» Замоскворецкой линии и «Павелецкая» Кольцевой линии (соединены переходом) — севернее проезда, на Павелецкой площади
- Станция метро «Тульская» Серпуховско-Тимирязевской линии — юго-западнее проезда, между Большой Тульской улицей, Большим Староданиловским, Холодильным и 1-м Тульским переулками

### Железнодорожный транспорт
- Платформа «Дербе́невская» Павелецкого направления МЖД — северо-западнее проезда